# Gustavo Marzi
Gustavo Marzi (n. 25 noiembrie 1908, Livorno, Italia – d. 14 noiembrie 1966, Trieste, Teritoriul Liber al Triestului⁠(d)) a fost un scrimer italian, medaliat olimpic. A participat la 3 ediții ale Jocurilor Olimpice (1928, 1932, 1936) în care a câștigat o medalie de aur și o medalie de argint.